# Дамара

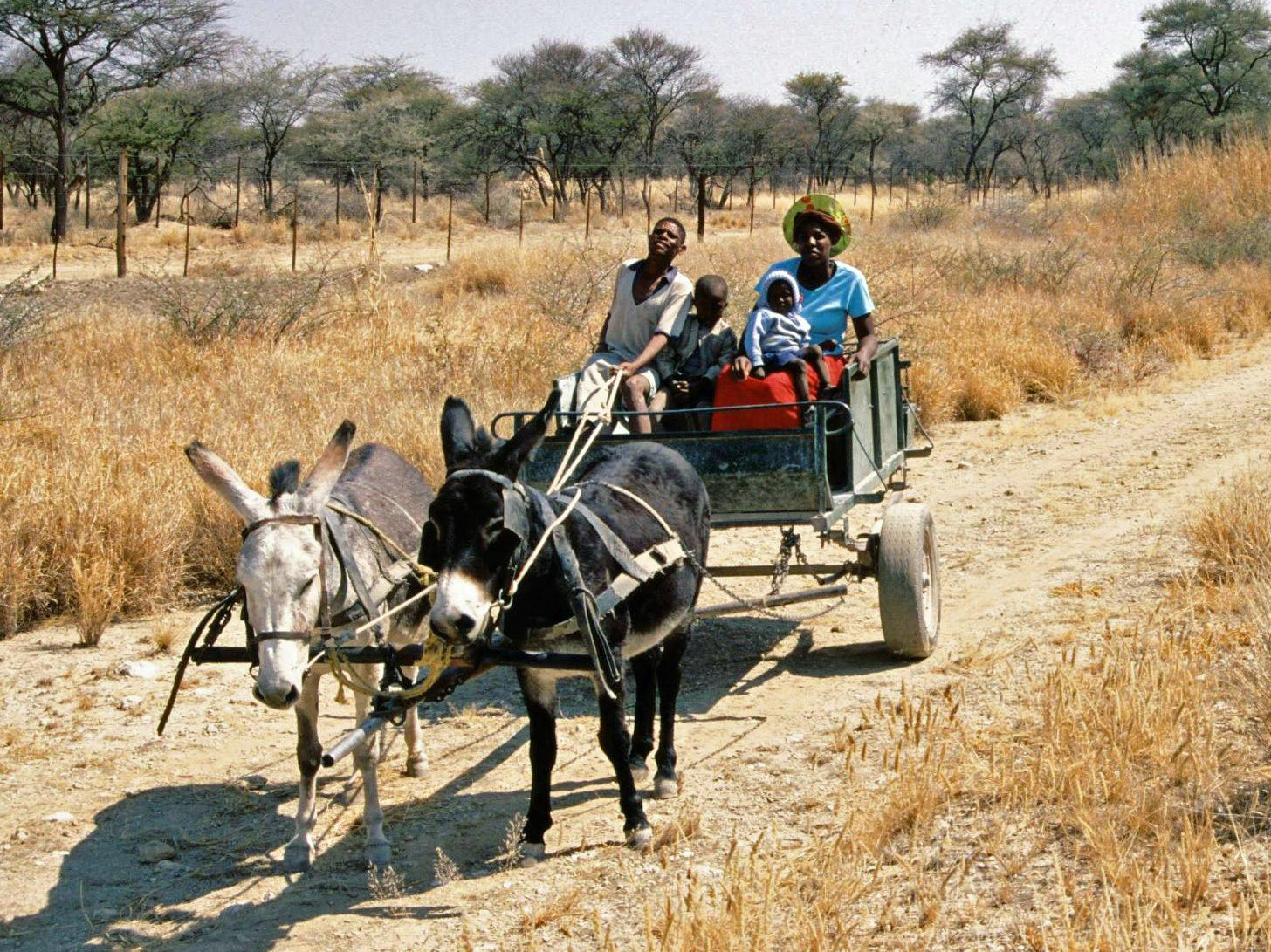
Крестьяне дамара

Дама́ра (дама, горные дамара; самоназвание: !uinida; гереро: ozonduka; африкаанс: klippkaffer) — этническая группа на севере центральной Намибии (Дамараленд), говорящая на языке нама. Основное занятие — скотоводство. Заметно отличаются от Нама антропологически (в отличие от нама, дамара — негроиды). Название дамара происходит от слова «негры» на языке нама (daman).
Происхождение дамара продолжает оставаться загадкой. По мнению большинства исследователей, дамара являются одними из первых обитателей Намибии, наряду с бушменами, жившими здесь до прихода готтентотов с юга и банту с севера. Однако пока неясно, ни на каком языке говорили дамара раньше, ни когда и почему они перешли на язык готтентотов. На основе исследования лексики предполагается, что раньше дамара говорили на языке ветви чу-кхве (старо-дамарский), на которых сейчас говорят часть бушменов Ботсваны и Намибии. Если на севере дамара говорят на обособленных наречиях (чъакхой, лъауб, сесфонтейн), то в центральном регионе их язык подвергся более сильному влиянию. А недавние генетические исследования показали, что дамара тесно связаны с соседними народами химба и гереро, что соответствует происхождению от носителей языка банту, которые перешли на другой язык и культуру.
С середины XVIII века на землях дамара поселились гереро, с которыми они жили мирно. В начале XX века немецкими колонизаторами было уничтожено около 80% гереро, но и сейчас их довольно много среди дамара. Традиционно выделяются племена (!haoti), деление на которые не совпадает с диалектным делением. В районе Виндхука и к востоку территория дамара пересекается с нама.
Выделяются следующие племена Дамара:
- Чъакхой (ǂ’au-kxoen)
- Лъауб-Дамара (гауб-дамара; ||gaub-damara)
- Сесфонтейн-Дамара (au-kupun)
- Ауридама (auridama)
- Къайодама (|geië-daman)
- Чъаодама (ǂaodama)
- Эронго-Дама (erongo-dama;!’oe-gǂãn)
- Свакоп-Дама (swakop-dama tsoaxüdaman)
- Кхомадама (|hom-daman)
- Цъованин (|gowanin)
- Къомен (!gomen)
- Ародама (aro-daman)
- Анимин (animin)
- Оумин (oumin)
- Гобабис-Дама (цъопани; |gopani)